# ويليام روسكو ثاير
ويليام روسكو ثاير (بالإنجليزية: William Roscoe Thayer)‏ هو مؤرخ وشاعر أمريكي، ولد في 16 يناير 1859 في بوسطن في الولايات المتحدة، وتوفي في 1923 في كامبريدج في الولايات المتحدة.